# El Sibal
El Sibal är en ort i Mexiko.   Den ligger i kommunen Ocosingo och delstaten Chiapas, i den sydöstra delen av landet, 900 km öster om huvudstaden Mexico City. El Sibal ligger 685 meter över havet och antalet invånare är 1 472.
Terrängen runt El Sibal är kuperad. Runt El Sibal är det glesbefolkat, med 16 invånare per kvadratkilometer. Närmaste större samhälle är Taniperla, 17,8 km söder om El Sibal. I omgivningarna runt El Sibal växer i huvudsak städsegrön lövskog.